# Overcooked
Overcooked! est un jeu de cuisine chaotique coopératif local dont la thématique est la gestion culinaire. Ghost Town Games a conçu le jeu et Team17 en a assuré la distribution numérique. Overcooked est sorti sur le marché depuis le 3 août 2016 pour les plateformes PC, PlayStation 4 et Xbox One,,. La version Nintendo Switch est sortie le 27 juillet 2017. L’intérêt du jeu réside entre autres dans le besoin permanent d’interaction et de coordination entre les cuisiniers lors de la préparation de mets dans un environnement difficile parsemé d’embûches. 
L'accueil critique du jeu fut globalement favorable et permit à Overcooked de décrocher deux distinctions à la treizième édition des prix British Academy Games Awards.
Le jeu a pour suite Overcooked! 2 en 2018 qui sera cette fois ci en ligne. Après sortira en 2020 Overcooked all you can eat qui mélangera les deux Overcooked! Et leur contenu additionel, plus des contenus exclusives à Overcooked all you can eat, ce dernier sera enfin cross plateform

## Système de jeu
Le joueur incarne un chef de cuisine devant confectionner le plus de mets possibles en un temps imparti et en répondant à des commandes spécifiques. La préparation des ingrédients, l'assemblage et le nettoyage des assiettes font partie de la description de tâches. En mode coopératif pour plusieurs joueurs, les chefs doivent communiquer entre eux afin de compléter le plus de commandes possibles.
Les commandes sont présentées les unes à la suite des autres et sont chronométrées de manière distincte, forçant ainsi les joueurs à prioriser leurs actions. Pour chaque commande complétée correctement, les joueurs obtiennent une rétribution sous formes pécuniaires, des pourboires venant s'ajouter en fonction du temps pris pour y arriver. Pour chaque défi ainsi relevé, les joueurs sont notés (de 1 à 3 étoiles) selon le montant d'argent généré durant la joute. Les étoiles ainsi obtenues permettent aux chefs de déverrouiller de nouvelles cuisines à diriger.
L’opérationnalisation des tâches culinaires est compliquée par la configuration des cuisines  ; les ingrédients étant souvent inaccessibles à certains joueurs alors que d’autres disposent seuls des outils pour leur préparation. Des obstacles peuvent aussi s’ajouter, c’est notamment le cas de cuisines situées sur le pont d’un voilier où les comptoirs se déplacent au gré de la houle. Une autre cuisine est divisée entre deux camions conduits à différentes vitesses le long d’une route rendant le passage entre les deux momentanément impraticable. Le jeu de base compte environ 28 niveaux (cuisines) à compléter en plus du chef de niveau final.
Un mode compétitif permet aux joueurs de se répartir en équipes afin de s’affronter ; l’équipe ayant généré le plus de monnaie est désignée gagnante à la fin du temps imparti. Overcooked est aussi doté d’un mode de joute solo où le joueur doit alterner entre deux chefs pour venir à bout des défis culinaires qui lui sont présentés. Ghost Town Games et Team17 n’ont pas pourvu le ludiciel d’un mode multijoueur en ligne.

## Développement
Ghost Town Games est le produit de la réunion de Oli De-Vine et Phil Duncan, deux anciens employés de Frontier Developments. Pour leur premier projet, De-Vine et Duncan voulaient offrir un jeu pensé autour de l’expérience multijoueur coopérative. Duncan s’est donc servi de son expérience en cuisine où les acteurs doivent s’entraider et communiquer entre eux pour mener à bien leurs tâches pour jeter les bases de Overcooked.
Les premiers niveaux ont été conçus dans l’optique d’obliger les joueurs à se répartir les tâches. Par exemple, un comptoir pouvait être contourné par les chefs, cependant si ceux-ci décidaient de se passer les ingrédients par-dessus le comptoir, ils sauvaient un temps considérable. Cependant, les concepteurs se sont rapidement rendu compte qu’une fois l’astuce découverte, les testeurs ritualisaient leurs opérations aisément. Ils ont donc ajouté d’autres tâches chronophages à accomplir, plus de tâches qu’il n’y a de chefs, forçant ainsi les joueurs à prioriser leur emploi du temps. Puis, des éléments disruptifs ont été greffés aux cuisines pour solliciter l’adresse des joueurs durant leurs déplacements. Pour ne pas engendrer de frustrations indues, Ghost Town Games a remplacé le système de vies par un système de rétribution à la commande et ajouté des icônes bien visibles pour marquer les étapes à suivre dans la réalisation des mets.
Comme Duncan et De-Vine n’étaient que deux personnes pour réaliser un projet pouvant être joué jusqu’à quatre personnes, ils ont investi beaucoup de temps à promener le projet de salons en conventions pour recueillir l’avis des festivaliers, corrigeant certains bogues sur place. Ces essais les convainquit de se concentrer sur le design des cuisines plutôt que sur la complexité des recettes.
En mai 2016, l’éditeur Team17 annonce qu’il se chargera de la publication du jeu. Overcooked fut ainsi placé aux côtés de l’autre projet devant être publié par Team17, Yooka-Laylee, lors de la convention Electronic Entertainment Expo 2016, ce qui contribua puissamment à sa renommée. Le jeu est sorti en téléchargement le 3 août 2016 pour les plateformes Windows, Xbox One et PlayStation 4.
Lors de la présentation vidéo Nintendo Switch Nindies Showcase diffusée à la fin du mois de février 2017, Overcooked: Special Edition, une version augmentée des addiciels The Lost Morsel et Festive Seasoning, fut annoncée pour la Nintendo Switch pour lancement à l’été suivant,. La date retenue pour la sortie de cette nouvelle version fut dévoilée le 24 juillet par Team17, soit le 27 juillet 2017.

### Extensions et contenu additionnel
Une fois le jeu commercialisé en version dématérialisée, Ghost Town Games œuvra à la réalisation de contenu additionnel devant servir à mousser les ventes d’une version endisquée pour consoles. C'est le 14 octobre suivant que cette version (Overcooked: The Gourmet Edition) voit jour pour la Xbox One et la PlayStation 4 comprenant un premier ensemble de contenu additionnel titré The Lost Morsel. Cet ensemble est ensuite proposé pour achat aux détenteurs de la version dématérialisée le 15 novembre 2016 et contient six nouveaux niveaux et six nouveaux personnages à débloquer.
C'est ensuite le 2 décembre 2016 que Team17 divulgue l'existence d'un second addiciel, gratuit celui-là, abordant les thématiques culinaires entourant la Fête de Noël, et ce, pour téléchargement immédiat. The Festive Seasoning ajoute 8 nouvelles cuisines, deux nouveaux chefs et de nouvelles recettes culinaires.

## Accueil
Overcooked a reçu des critiques plutôt favorables à sa sortie initiale notamment de la presse britannique pour l'exécution générale et pour la solidité du mode multijoueur coopératif. C'est le cas de Tom Hoggins qui titra que Overcooked est la meilleure simulation culinaire « chaotique à laquelle vous n'ayez jamais joué ».
Scott Butterworth (pour Gamespot) souligne s'être senti complètement obnubilé par le jeu, immergé dans l'expérience à « crier des instructions » à ses partenaires de jeu « sans en être réellement conscient ». Il note toutefois que le mode de jeu en solo ne parvient pas à remplacer le plaisir inhérent à l'interactivité entre plusieurs joueurs caractéristiques aux modes multijoueur. Par ailleurs, Matt Buchholtz (EGM) affirme avoir beaucoup apprécié Overcooked, mais déplore l'absence d'un mode multijoueur en ligne même s'il comprend que « ce ne serait certainement pas aussi plaisant d'y jouer sans pouvoir crier après son partenaire de jeu ».
Marc-Antoine Bergeron-Côté de Geeksandcom.com relève lui aussi tout le plaisir que recèle le mode multijoueur coopératif, mais critique la réalisation graphique du jeu ainsi qu'une « maniabilité parfois inégale » des personnages.
La version conçue pour la Nintendo Switch est bien accueillie par les critiques, notamment par Tom Marks de IGN qui affirme que ce jeu «est parfait» pour cette console hybride même si certains problèmes de fluidité gênent l'expérience générale. En réponse aux imperfections relevées par la presse spécialisée et propres à cette dernière version, Ghost Town Games annonce par le truchement du réseau Twitter qu'un correctif sera apporté sous peu pour rectifier la situation.

## Récompenses
| Année | Prix                                      | Catégorie                                                | Résultats  | Ref    |
| ----- | ----------------------------------------- | -------------------------------------------------------- | ---------- | ------ |
| 2016  | TIGA Games Industry Awards                | Meilleure créativité dans l'élaboration de la jouabilité | Nomination | [ 25 ] |
| 2016  | TIGA Games Industry Awards                | Meilleurs débuts                                         | Lauréat    | [ 25 ] |
| 2016  | TIGA Games Industry Awards                | Meilleur jeu conçu par un petit studio                   | Nomination | [ 25 ] |
| 2016  | The Game Awards 2016                      | Meilleur jeu multijoueur                                 | Nomination | [ 26 ] |
| 2016  | Giant Bomb's 2016 Game of the Year Awards | Meilleur jeu multijoueur                                 | Nomination | [ 27 ] |
| 2016  | Independent Games Festival                | Grand prix Seumas-McNally                                | Nomination | [ 28 ] |
| 2016  | Independent Games Festival                | Excellent Design                                         | Nomination | [ 28 ] |
| 2016  | 13th British Academy Games Awards         | Meilleurs débuts                                         | Nomination | ,      |
| 2016  | 13th British Academy Games Awards         | Meilleur jeu britannique                                 | Lauréat    | ,      |
| 2016  | 13th British Academy Games Awards         | Meilleur jeu pour la famille                             | Lauréat    | ,      |
| 2016  | 13th British Academy Games Awards         | Meilleur jeu multijoueur                                 | Nomination | ,      |